# Cameraria lobatiella
Cameraria lobatiella är en fjärilsart som beskrevs av Paul A. Opler och Davis 1981. Cameraria lobatiella ingår i släktet Cameraria och familjen styltmalar. Inga underarter finns listade i Catalogue of Life.